# Белое платье Мэрилин Монро

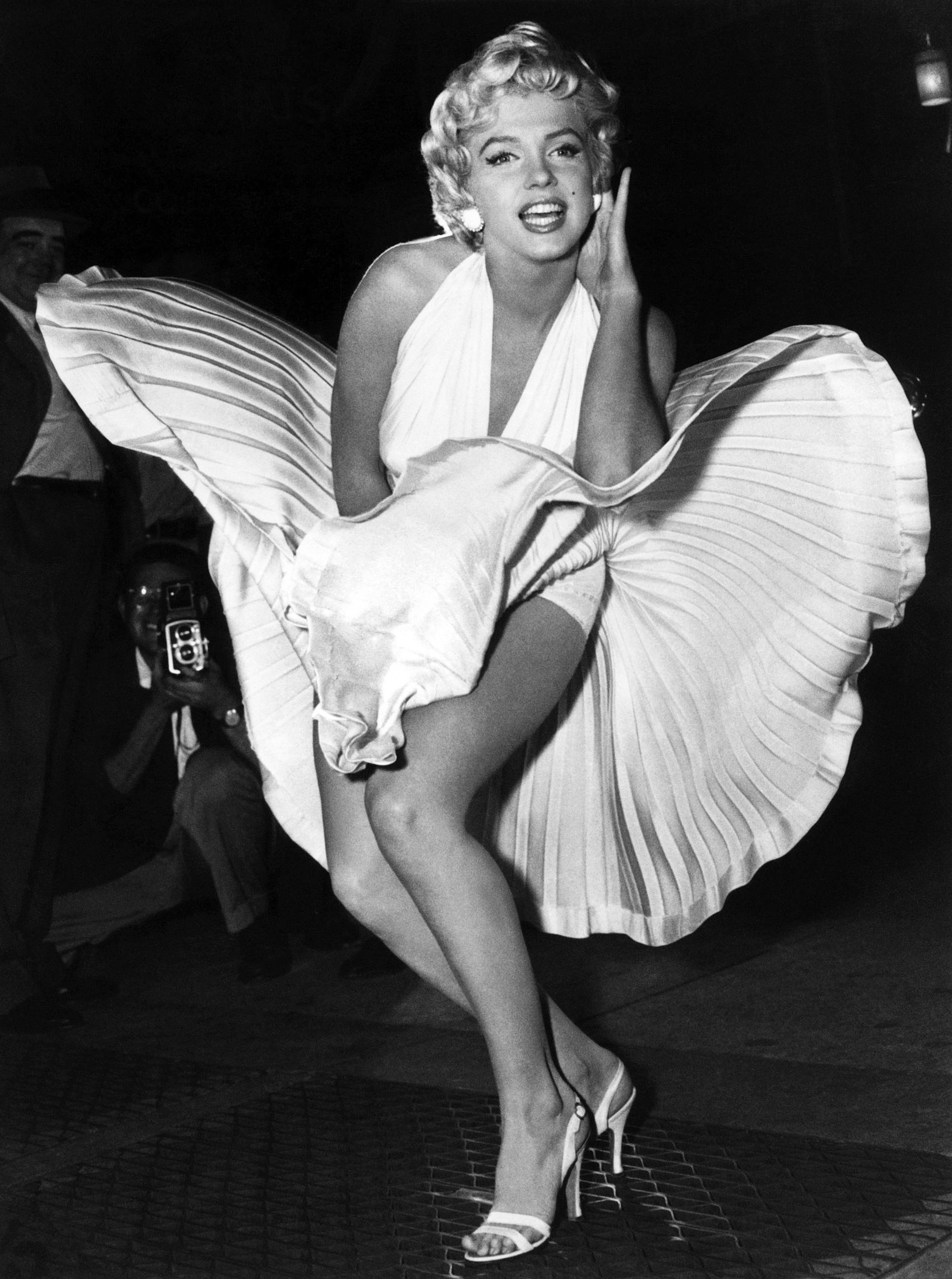
Мэрилин Монро позирует в белом платье

Американская киноактриса, певица и секс-символ Мэрилин Монро была одета в белое платье в фильме «Зуд седьмого года», снятом в 1955 году режиссёром Билли Уайлдером. Платье было создано дизайнером костюмов Уильямом Травиллой и было использовано в самой знаменитой сцене кинокартины. Белое платье считается иконой в мировом кинематографе, а образ Монро, стоящей на решётке метро в этом платье, которое развевается на ветру, описывается как один из знаковых образов XX века.

## История
Ещё до того как дизайнер костюмов Уильям Травилла начал сотрудничать с Мэрилин Монро, он уже был удостоен премии «Оскар» в номинации «Лучший дизайн костюмов» за фильм «Похождения дона Жуана». Впервые Травилла начал работать с Монро в 1952 году, когда снимался фильм «Можно входить без стука». В то время он был одним из многих дизайнеров костюмов киностудии 20th Century Fox. Травилла создал одежду для Мэрилин для восьми кинокартин и, согласно его собственному утверждению, состоял с ней в тот период в коротких любовных отношениях. В 1955 году он разработал белое вечернее платье для Монро, которое до конца его жизни оставалось его самой известной работой. Однако, согласно утверждениям журналистки Дианы Вриланд и критика Дейла Макконати, Травилла не был дизайнером этого платья, а на самом деле приобрёл его в готовом виде. Сам Травилла всегда отрицал эти утверждения.
Фильм Билли Уайлдера был комедией, поставленной по хитовой бродвейской пьесе известного писателя Джорджа Аксельрода. В главной роли выступал Том Юэлл. Он играл книгоиздателя, женатого уже семь лет. Когда его жена и ребёнок уезжают из города на каникулы, он знакомится с сексуальной рекламной моделью, снимающей жильё на верхнем этаже. Её и играла Монро. Она становится объектом любовных приключений главного героя. Знаменитая сцена с белым платьем появляется тогда, когда Мэрилин со своим партнером гуляют по 52-й улице и Лексингтон-авеню после просмотра фильма «Тварь из Чёрной Лагуны». Когда они слышат, как поезд проходит в метро под решёткой тротуара, героиня Монро встает на решётку, говоря: «У-у-у, ты чувствуешь ветер с метро?» (англ. Ooo, do you feel the breeze from the subway?). Когда проходит поезд, ветер поднимает её платье вверх, обнажая ноги.
Первоначально эту сцену планировалось снимать действительно на углу 52-й улицы и Лексингтон-авеню 15 сентября 1954 года в час ночи. Однако знаменитая актриса и кинокамеры сразу привлекли внимание множества зевак, которые свистели и кричали, когда платье Мэрилин в очередной раз поднималось. Там собрались фотографы, полицейские, случайные зрители, которые восхищались сценой, где ветер обнажал ноги и белые трусы Мэрилин. Примечательно, что всё это происходило на глазах тогдашнего мужа Монро — Джо Ди Маджо, с которым у неё и так складывались трудные отношения. Именно во время съёмок их брак распался. А Уайлдер в конце концов был вынужден переснять эту сцену в павильоне студии 20th Century Fox, так как шум толпы испортил снятый материал. Сцену с развевающимся платьем сравнили с аналогичным эпизодом короткометражного фильма 1901 года «Что случилось на 23-й улице в Нью-Йорке». Кроме того, этот образ воспринимается как знаковый XX века.
После трагической смерти Монро в 1962 году киностудия 20th Century Fox организовала в 1971 году аукцион принадлежащих ей предметов. Среди них было и платье, однако его на предварительной распродаже приобрела для своей коллекции голливудских памятных вещей Дебби Рейнольдс. Платье оказалось в Голливудском музее кино. Во время интервью с Опрой Уинфри, говоря о платье Монро, Рейнолдс заявила, что платье приобрело цвет экрю, так как стало слишком старым. В 2011 году Рейнолдс объявила, что вся коллекция готовится к продаже на аукционе, который будет проходить в несколько этапов. Белое платье Монро должно было уйти с молотка 18 июня 2011 года, его стоимость оценивали в 1—2 млн долларов. Однако на самом деле платье было продано за 4,6 млн долларов плюс 1 млн комиссионных.

## Дизайн
Коктейльное платье цвета светлой слоновой кости в характерном для 1950-х и 1960-х годов стиле. Лиф образован двумя частями плиссированной ткани, соединёнными за шеей и образующими спереди глубокий вырез. Руки, плечи и спина оставлены открытыми. Нижняя часть лифа непосредственно под грудью крепится к широкой полосе ткани, охватывающей талию. Мягкий узкий пояс обёрнут вокруг туловища, оплетая крест-накрест фигуру спереди и заканчиваясь небольшим, аккуратным бантом с длинными концами на талии слева на передней части. Нижняя часть платья представляет собой плиссированную юбку-солнце длиной ниже колен. Платье скроено по косой.
В качестве материала для платья использован ацетатный креп. Ткань достаточно тяжёлая, чтобы облегать фигуру и плавно колыхаться при движении, но одновременно достаточно лёгкая, чтобы подниматься при сильном ветре, создаваемом во время исполнения сцены на решётке метро. Добавление искусственного материала, что для Травиллы необычно, вызвано необходимостью создать частое плиссирование, которое невозможно сохранить, если ткань полностью состоит из натуральных волокон.

## Восприятие

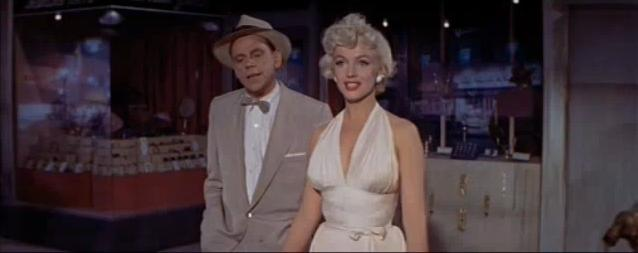
Сцена из «Зуда седьмого года»

Во время съёмок фильма «Зуд седьмого года» супругом Монро был бейсболист Джо Ди Маджо. По его словам, он ненавидел это белое платье, но оно бесспорно является популярным элементом в наследии Монро. После смерти Монро её образ в белом платье демонстрировали во многих имитациях, представлениях и посмертных изображениях актрисы. Этому образу продолжают подражать и в кинематографе XXI века. Образ Мэрилин в белом коктейльном платье много раз становился предметом пародий. Например, персонаж принцессы Фионы из анимационного фильма «Шрек 2» (2004), Эми Полер в фильме «Лезвия славы: Звездуны на льду» (2007), Анна Фэрис в картине «Мальчикам это нравится» (2008) и т. д. В фильме «Женщина в красном» Келли Леброк повторяет ту же сцену, но в красном платье.
Веб-сайт моды Glamour.com назвал это платье одним из самых известных в истории. Cancer Research UK провела аналогичное исследование и голосованием определила, что платье стоит на первом месте в истории знаковых моментов моды. Супермодель Анна Николь Смит несколько раз появлялась в подобном платье и пародировала известную сцену из фильма. Кукла Барби, созданная компанией Mattel, была одета в белое платье Мэрилин. Её образ также появился на почтовой марке Сомали.
В июле 2011 года была установлена восьмиметровая статуя под названием «Мэрилин навсегда», где она опять изображена в белом платье из фильма Уайлдера. Автором скульптуры был Джон Сьюард Джонсон II. Сначала скульптура была размещена в Чикаго, но потом была перевезена в Палм-Спрингс.